# Quizshow-Skandal
Der größte Quizshow-Skandal wurde Ende der 1950er-Jahre in den USA aufgedeckt: Kandidaten mehrerer populärer Quizshows waren von den Producern der Sendungen so vorbereitet worden, dass sie Verlauf und Ausgang des Wettbewerbs vorherbestimmen konnten.

## Hintergrund
Die 1950er-Jahre waren das Jahrzehnt des Fernsehens. Hatten 1950 nur 9 % der amerikanischen Haushalte ein eigenes TV-Gerät, so waren es am Ende des Jahrzehnts 86 %.  Entsprechend groß war der Einfluss des Mediums auf die öffentliche Meinung.
Gleichzeitig befanden sich die USA in einem wissenschaftlich-technologischen Wettstreit mit der Sowjetunion. In diesem Klima gewann „Intelligenz“ und persönliches „Wissen“ an allgemeiner Wertschätzung als Sinnbild der technologischen und intellektuellen Überlegenheit Amerikas.
Seit es Quiz- und Rateshows im Fernsehen gibt, bei denen zum Teil extrem hohe Geldbeträge zu gewinnen sind, kommt es auch immer wieder zu Versuchen, Glück und Zufall durch betrügerische Manipulationen auszuschalten. 

## Ablauf
1955 startete der US-Sender CBS die Quizshow The $64,000 Question, eine Art Genie-Version von Trivial Pursuit, die „Wissen“ nicht mehr nur mit Anerkennung, sondern auch mit finanziellem Reichtum honorierte (der Betrag entspricht im Jahr 2025 ca. 648.000 $). Um den Erfolg der Sendung zu garantieren, wurden recht bald von den Produzenten nur Kandidaten ausgewählt, die beim Fernsehpublikum starke Sympathien hervorriefen und so gute Einschaltquoten garantierten. Deshalb war es wichtig, dass diese Kandidaten möglichst lange in der Show blieben. Und das wiederum ging nur, wenn sie alle Fragen richtig beantworten würden. Damit begann der Betrug.

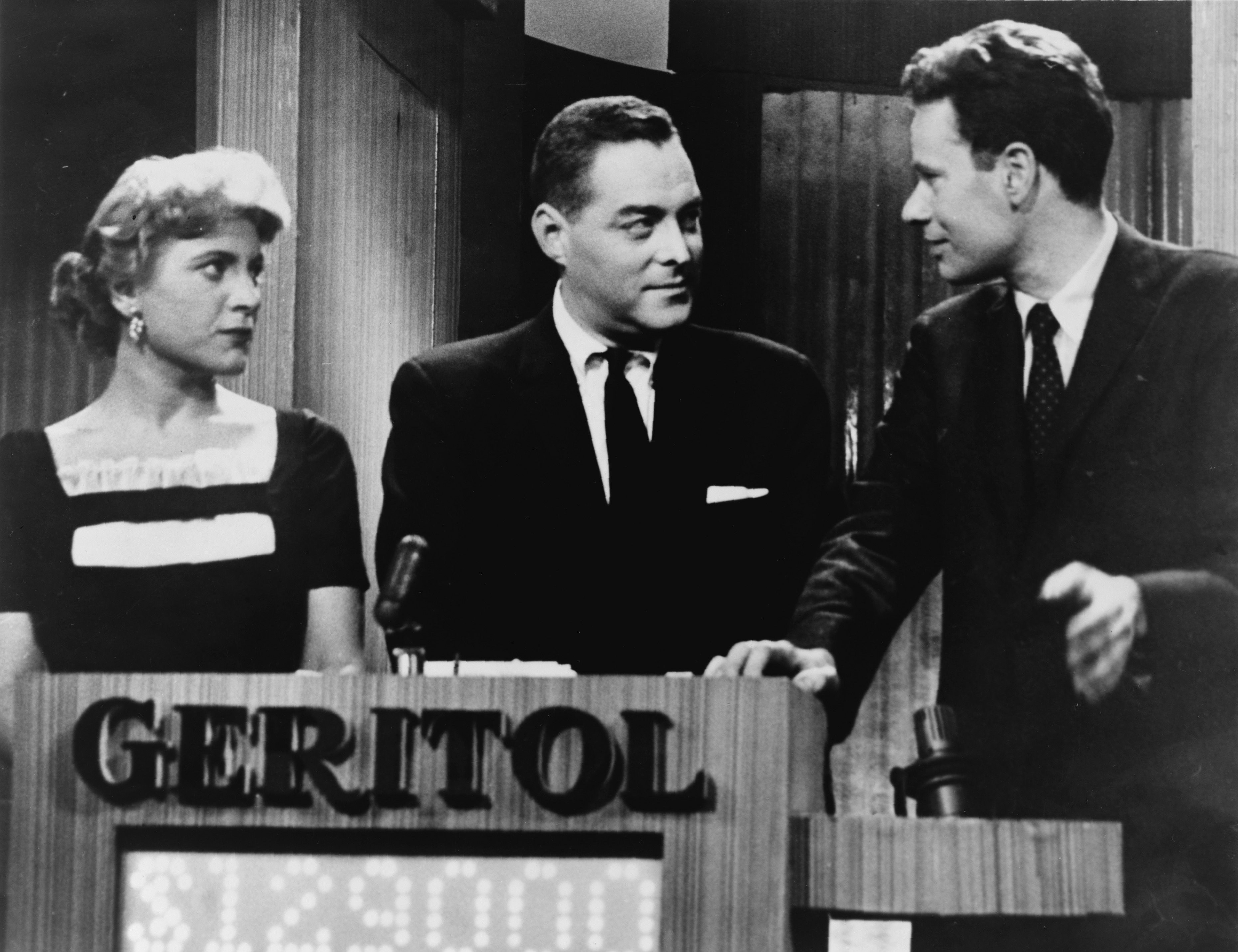
Charles Van Doren (rechts) mit Twenty-One-Moderator Jack Barry (Mitte)

1956 entwickelte der Sender NBC ein Konkurrenzformat, Twenty-One, dessen Ablauf sich an dem Kartenspiel Blackjack orientierte. Star der Sendung wurde bald der Kandidat Charles van Doren, Sohn einer angesehenen Familie und junger Assistenzprofessor an der Columbia-Universität. Er gewann rund 138.000 $ (im Jahr 2025 ca. 1.376.000 $), zierte als „klügster Mann der Welt“ die Titelseite des Time Magazine und bekam eine gut dotierte Kulturrubrik in einer NBC-Morgensendung.
Obwohl es schon sehr früh Gerüchte über betrügerische Praktiken bei den Quizshows gab, dauerte es lange, bis erste Zeitungsberichte die Manipulationsvorwürfe beschrieben. Ein Reservekandidat der Quizsendung Dotto erklärte schließlich, er habe bemerkt, dass eine Siegerin hinter der Bühne in einem Notizbuch las, in dem alle Antworten auf die ihr gestellten Fragen verzeichnet waren. Erst daraufhin wurden 1958 auch die Bekenntnisse von Herb Stempel, einem der bekanntesten Kandidaten von Twenty-One, gedruckt, die bis dahin niemand veröffentlichen wollte, da die Programmverantwortlichen sie dementiert hatten.
Stempel behauptete, er und zahlreiche andere Kandidaten hätten alle Antworten auf die Spielfragen vorab bekommen. Auf Anweisung der Producer sei er als armer Ex-GI aufgetreten, der sich mühsam sein Studium finanzieren müsse. Außerdem sei er einem regelrechten Training unterworfen worden, bei dem sein Auftreten minutiös geprobt worden sei: Stottern, auf die Lippen beißen und die genaue Art der Fragenbeantwortung. Dann sei ihm eines Tages gesagt worden, dass er gegen van Doren verlieren müsse, da er der Quote schade. Davon zutiefst gekränkt, wollte sich Stempel nun rächen.

## Juristische Aufarbeitung
Im Sommer 1958 beschäftigte sich erstmals ein New Yorker Gericht mit den Manipulationsvorwürfen. Der zuständige Richter Mitchell Schweitzer weigerte sich aber, die Beweismittel der Anklagejury zu veröffentlichen. (Er wurde in den 1970ern wegen Korruption aus der Anwaltskammer ausgeschlossen.) Daraufhin schaltete sich der Kongress-Sonderausschuss für legislative Aufsicht ein, der für das Fernmeldewesen und damit auch fürs Fernsehen zuständig war. Der Sonderausschuss befragte Kandidaten, Producer, Sponsoren und Senderverantwortliche und führte im Oktober und November 1959 öffentliche Anhörungen durch.
Die Ermittlungen gestalteten sich schwierig, da die meisten Ex-Kandidaten um ihren öffentlichen Ruf bangten und nicht aussagen wollten. Die Sender und Sponsoren leugneten jede Kenntnis der Quizshow-Praktiken. Stempel hielten sie vor, sich in psychiatrischer Behandlung zu befinden. Dennoch wurden immer neue Shows der Mogelei überführt: Bei For Love or Money waren die Geräte manipuliert, um den Gewinn möglichst niedrig zu halten, bei Name That Tune und The Big Surprise wurden in der Show dieselben Fragen wie im Casting gestellt, bei The $64,000 Question gab es nur Fragen aus dem Fachgebiet der jeweiligen Kandidaten. Bei der Sendung Tic-Tac-Dough, die wie Twenty-One von Jack Barry entwickelt und moderiert wurde und Vorbild für das Tick-Tack-Quiz in Deutschland war, gab es die Fragen ebenso wie bei Twenty-One einfach vorab. TTD-Producer Howard Felsher gab schließlich die Manipulation zu. Seiner Aussage nach wurde bei mehr als 75 % seiner Sendungen geschummelt. Und er beteuerte: „Ich hatte nie das Gefühl etwas wirklich Falsches zu tun.“ Ausschlaggebend wurde aber die Aussage des Twenty-One-Kandidaten James Snodgrass, der die ihm gegebenen Antworten zur Sicherheit vor der Sendung als Einschreiben an sich selbst verschickt hatte. Dieser Beweis war unwiderlegbar. Nach langem Leugnen gestand schließlich auch van Doren seine Beteiligung an der Manipulation ein. „Ich würde fast alles darum geben, wenn ich die letzten drei Jahre meines Lebens ungeschehen machen könnte“, erklärte er vor Gericht. Aber sein Ruf und seine Universitätskarriere waren zerstört.
Das Problem lag darin, dass alle Manipulationen, die den Verantwortlichen vorgeworfen wurden, nach damaligem amerikanischen Recht zwar ehrenrührig, aber nicht strafbar waren. Da Amerikaner damals keine Fernsehgebühren bezahlten, habe keiner einen finanziellen Schaden erlitten. Deshalb verurteilte man auch niemanden wegen Betrugs am Publikum. Lediglich eine Gruppe von Kandidaten und einige Producer wurden wegen „Behinderung der Justiz“ und „Falschaussage“ schuldig gesprochen.

## Folgen
Direkte Folge der Untersuchungen war, dass die Sender sofort alle Quizshows mit hohen Gewinnen aus dem Programm nahmen und die Programmverantwortlichen und Moderatoren entließen. Einige durften nie wieder fürs Fernsehen arbeiten. Außerdem wurden in den USA von da an alle Sendungen einer strengen staatlichen Kontrolle unterstellt. Und der diskreditierte Begriff Quiz Show verschwand aus dem amerikanischen Sprachgebrauch und wurde durch das Wort Game Show ersetzt.
Mindestens ebenso einschneidend waren die gesellschaftlichen Auswirkungen. „Der Angriff gegen den Fernsehbetrug war nur ein trivialer, früher Riss im Fundament jener Selbstgefälligkeit und Apathie, die das amerikanische Leben zunehmend stärker bestimmten“, schrieb der damalige Sonderausschuss-Ermittler Goodwin. Die Amerikaner hatten ihre Naivität verloren, einfach das zu glauben, was sie sehen konnten. Selbst Präsident Dwight D. Eisenhower erklärte, mit diesem Betrug sei dem amerikanischen Volk „etwas Schreckliches angetan worden“.
Die Entwicklung der Quiz- und Rateshows in Deutschland blieb von diesem Skandal unberührt, obwohl damals die beiden hauptbetroffenen Formate auch hier ausgestrahlt wurden: Alles oder nichts (The $64,000 Question) und Hätten Sie’s gewußt? (Twenty-One). Aber im quotenunabhängigen öffentlich-rechtlichen Fernsehen war – damals – Manipulation kein Thema.

## Übernahme in die Populärkultur
- Der US-Skandal der 1950er wurde 1994 von Robert Redford unter dem Titel Quiz Show verfilmt. Das Drehbuch beruht im Wesentlichen auf den Lebenserinnerungen von Richard N. Goodwin, damals Ermittler des Kongress-Sonderausschusses, später wichtiger Berater von Präsident John F. Kennedy und Lyndon B. Johnson.
- Der Quizshow-Skandal ist ein Element in John Steinbecks Roman Geld bringt Geld (dt. 1964, engl.: The Winter of Our Discontent, 1961).
- Philip K. Dicks Klassiker Zeit aus den Fugen (dt. 1962, engl.: Time Out of Joint, 1959), der das Szenario einer gefälschten Wirklichkeit entwirft, entstand unter dem Eindruck der damaligen Manipulationsvorwürfe.
- Auch bei den Simpsons wurde der Skandal erwähnt: In der Episode Am Anfang war das Wort (engl.: Lisa’s First Word, 1992) behauptet Großpapa Abe, sein Haus mit eigenen Händen erbaut zu haben. Homer weiß es besser: „No, Dad. You won it on one of those crooked 1950s game shows.“ („Nein, Papa. Du hast es in einer dieser unehrlichen Spielsendungen der 1950er gewonnen.“)

## Andere Manipulationsfälle
- Im November 1953 startete im deutschen Fernsehen die Rate- und Geschicklichkeitsshow Er und Sie, bei der Kandidaten aus dem Studiopublikum aufgrund der Nummer ihrer Eintrittskarte ausgewählt wurden. Spielleiter war Hans-Peter Rieschel. Die erste Sendung verlief katastrophal: „Ohne präzise Regie, umständlich erklärt und angesagt und von mancherlei Zufällen bedroht, quälte sich die Sendung mühsam durch die Minuten. Trotz ansehnlicher Geldpreise … kam das Publikum nur zögernd zum Mitmachen auf die Bühne.“ Deshalb platzierte Rieschel für die zweite Folge vorausgewählte Kandidaten – die allerdings über den weiteren Spielverlauf nicht informiert waren – mit präparierten Eintrittskarten im Publikum. Rieschel wurde vom NWDR (dem Vorläufersender von WDR und NDR) sofort entlassen und die Sendung abgesetzt.[6][7]
- In der 48. Wetten-dass-Folge am 3. September 1988 gewann der Titanic-Redakteur Bernd Fritz unter dem Pseudonym Thomas Rautenberg seine Wette. Er hatte vorgegeben, die Farbe von Buntstiften nur am Geschmack erkennen zu können. Fritz hatte jedoch unter dem Rand der „schwarzen Brille“, die ein Sehen der Stifte unmöglich machen sollte, hindurchgesehen. Er gab in der Sendung bekannt, den Trick erst in der nächsten Ausgabe der Titanic offenzulegen, und wurde hierfür vom Publikum ausgepfiffen.
- In der Schweizer Quiz-Sendung Risiko am 5. Januar 1998 gewann ein Spieler 95.000 Schweizer Franken. Der Betrug flog aber auf, weil der Kandidat auf eine Frage (Kopf des Jahres) eine falsche Antwort (Viorel Moldovan) gab, die aber bei einer nachfolgenden Frage richtig gewesen war. Der Betrug konnte deshalb stattfinden, weil bei der Hauptprobe am Nachmittag den Testkandidaten vor Publikum dieselben Fragen gestellt wurden. Man warf der Sendungsleitung deswegen später Naivität vor. Die Fragen und Antworten am Nachmittag wurden von Komplizen im Publikum mitgeschrieben. In den folgenden Tagen bestritt der Kandidat den Betrug und sprach von Zufall. Erst nach erdrückender Beweislast und Geständnissen seiner Mittäter gab er den Betrug zu. Er wurde in der Folge zu viereinhalb Monaten Haft auf Bewährung verurteilt.[8][9]
- In der englischen Show Who Wants to Be a Millionaire? gewann am 10. September 2001 Charles Ingram den Hauptpreis. Bei der Überprüfung der Aufzeichnung stellte sich heraus, dass ein Helfer im Publikum Ingram durch Husten bei den Antworten geholfen hatte. Ingram erhielt das Geld nicht; er wurde stattdessen angezeigt und 2003 zu einer Bewährungsstrafe verurteilt.
- 2006 schaffte es Reinhold Schlager ein zweites Mal auf den Stuhl der RTL-Quizshow Wer wird Millionär? Schon 2003 hatte er sich unter dem falschen Namen Luis Meyer für die Show beworben, aber nur 500 Euro gewonnen. Wegen der Namensungleichheit war das damals niemandem aufgefallen. Der niedrige Gewinn habe ihn so geärgert, so dass er sich regelwidrig ein zweites Mal bewarb, erklärte er. Der Sender verweigerte die Auszahlung des Gewinns in Höhe von 64.000 Euro und prüfte rechtliche Schritte.
- Dem ehemaligen Call-In-Sender 9Live wurde von Zuschauern wegen vermuteter willkürlicher Regelauslegungen und angeblichen Manipulationen an den eingeblendeten Grafiken immer wieder Betrug vorgeworfen.[10]